# Burano (Consadori)
Burano è un dipinto di Silvio Consadori. Eseguito verso il 1963, appartiene alle collezioni d'arte della Fondazione Cariplo.

## Descrizione
In questo scorcio di Burano, isola in cui Consadori soggiornò a lungo, gli elementi composizione sono resi da ampie campiture di colore; l'atmosfera ricreata è ovattata e silenziosa.